# Eleutherodactylus wixarika
Espèce
Eleutherodactylus wixarika est une espèce d'amphibiens de la famille des Eleutherodactylidae.

## Répartition
Cette espèce est endémique du Jalisco au Mexique.

## Publication originale
- Reyes-Velasco, Ahumada-Carrillo, Burkhardt & Devitt, 2015 : Two new species of Eleutherodactylus (subgenus Syrrhophus) from western Mexico. Zootaxa, no 3914, p. 301–317.